# Aintree Motor Racing Circuit
Aintree Motor Racing Circuit er en 4,8 km lang motorsportsbane ved landsbyen Aintree, ni km nordøst for Liverpool i Merseyside, England. Den blev indviet i 1954, og deler flere faciliteter med den berømte hestesportsbane Aintree Racecourse.
Storbritanniens Grand Prix i Formel 1 blev kørt på banen i 1955, 1957, 1959, 1961 og 1962.